# هما زاهدی
هُما زاهدی (۱۳۰۹–۱۵ مهر ۱۳۹۲)، سه دوره نماینده همدان در مجلس شورای ملی و از نخستین فعالین کانون پرورش فکری کودکان و نوجوانان بود.

## خانواده
هما زاهدی نوه مؤتمن‌المُلک، از مشهورترین رؤسای مجلس شورای ملی، فرزند فضل‌الله زاهدی، نخست‌وزیر اسبق ایران، خواهر اردشیر زاهدی، وزیر امور خارجه ایران و آخرین سفیر دولت ایران در ایالات متحده آمریکا بود. مادر او خدیجه‌الملوک دختر موتمن‌الملک (حسین پیرنیا) از دولتمردان اواخر دورهٔ قاجاریه بود.
هما زاهدی دو بار ازدواج کرد. همسر اول وی حسین اتحادیه، یکی از اعضای خانواده مشهور اتحادیه بود که حاصل آن ازدواج، دو دختر شد. دومین ازدواج وی با داریوش همایون، سردبیر روزنامه آیندگان و بعدها، وزیر اطلاعات و جهانگردی در دولت جمشید آموزگار بود.
پیش از وقوع انقلاب ۱۳۵۷، به فرانسه رفت و همسرش، داریوش همایون نیز مدتی بعد از انقلاب، به وی ملحق شد.
هما زاهدی با دو ملکه وقت ایران یعنی ثریا اسفندیاری و فرح پهلوی دوستی نزدیک داشت و دیگر دوست او نیز نگار زاهدی بود که در برخی مقاله‌های معتبر ذکر شده‌است که آن دو به دلیل تشابه فامیلی با هم دوست بودند ولی واقعیت این بود که آن دو با هم رابطه فامیلی نداشتند و نگار زاهدی از خاندان زاهدی بود که پدر بزرگش (خان بزرگ زاهدی)، محمد صادق زاهدی بود و برادر ایشان نیز یکی از جنگ‌آوران دوران جنگ جهانی دوم بود و همچنین در دانشگاه هاروارد در رشته پزشکی تحصیل کرده بود.

## درگذشت
وی در ۱۵ مهرماه ۱۳۹۲ خورشیدی در سن ۸۳ سالگی پس از مبارزه‌ای چند ساله با سرطان در شهر ژنو درگذشت.